# 須賀村 (埼玉県)
須賀村（すかむら）は、埼玉県の中東部、南埼玉郡に属していた村。

## 地理
- 河川：古利根川

## 歴史
- 1889年（明治22年）4月1日 町村制施行により、須賀村、和戸村、西粂原村、東粂原村、国納村が合併し南埼玉郡須賀村が成立。宝光寺に村役場が置かれる[1]。
- 1911年（明治44年） - 村役場を後の須賀小中学校の近くに新築移転[1]。
- 1914年（大正3年） - 村役場を大字和戸に新築移転[1]。
- 1955年（昭和30年）7月20日 百間村と合併し宮代町となる。

1955年の合併により村役場は須賀支所となったが、役場の新築に伴い1961年（昭和36年）に須賀支所は廃止された。

## 交通

### 鉄道
- 東武鉄道
  - 伊勢崎線：和戸駅